# 本田館
本田館（ほんでん やかた/ほんだ やかた）は、埼玉県本庄市、大字北堀の字本田（武蔵国児玉郡）にあった武家館（日本の城）。北堀堀の内234に堀・土塁などの跡が見られる（本庄台地上、自然堤防）。外堀の規模は不明だが、内堀は東西約80m、南北約100mほどの規模と考えられている。武蔵七党の一角を占める児玉党を構成していた本庄氏が築いたものと推定されている。

## 概略
館を築いた主については定かではないが、当地の伝承では、「四郎左衛門尉時家が北堀の地に館を構え、北堀丹波守時家と称した」とある為、本庄時家が築いたとものと見られている（字本田にある為、本田館と呼称され、本田氏の館と言う意味ではない）。時家は、武蔵七党中最大の武士団とされた児玉党の本宗家（嫡流）である庄氏から初めて本庄氏を名乗った武将であると考えられており、児玉党の本宗家を実質的に継いだ人物とされる。
推定通りであるのなら、時家は本田館の初代館主と言う事になる。築造年に関しては13世紀初めと考えられる。『吾妻鏡』の記述上では、時家は1250年頃まで生存が確認でき、13世紀中頃までは本庄氏の居館として機能していたものと考えられる（南北朝時代には焼失した可能性もある）。本庄信明の代（15世紀中頃）になり、その居館は東本庄館へと移る（その間にも移館はしていたものと考えられるが）。

## 呼称について、公家塚氏について、遺構について
本田館と言う呼称についてだが、なぜ、北堀館と言う名称にならなかったのかと言えば、北堀村の字久下塚の方に、児玉党の氏族、久下塚氏が居住していたと伝えられている為である。久下塚氏の居館は、現在、発見されていない為、本田館も「北堀堀ノ内」と呼称されているのが今では一般的である。地元の発音では「ほんのーち」というのが一番近い。なお屋敷の前栽は平安時代のまま「せんぜー」という。しかし、北堀村に両氏族が住んでいたと伝えられている以上、混同を避ける意味で、このページでは本田館と記載する。なお、東富田と久下塚の境目近くにあった公家塚氏墓所は令和六年に撤去された。最終埋葬は明治十年とみられた。墓碑の住所は遼東半島の大連である。最後の公家塚氏死去から三十年ほどが経過していた。最後の公家塚氏夫妻の遺骨は小茂田の北向神社にある。若泉稲荷神社宮司稲山家訓は、熊谷の「ほんだやかた」と混同しやすいので「きたぼりほんでんやかた」を提唱している。また、条理の区画二つ分を主張している。唯一の遺構は令和に入るころ東堀の南半分が埋め立てられた堀だけである。西堀は普通立ち入りできないが北から幅を伺うことができる。西堀の五十メートルほど西に塚があったが、遺構でも古墳でもなく明治に児玉郡ではやった御岳塚であったらしい。北の堀の破壊は昭和八年にそこを通る道ができているのでそのころと思われる。南堀は平成の半ばに埋められた。

## その他
- 児玉党本宗家の領地である栗崎を守護していた時家が、実質的に自分の所領として治めるのには20年かかる。これは法律上の問題である（御成敗式目の方を参照）。庄氏本家が西日本で活動している間、時家が20年間栗崎を守っていたからこそ、児玉党の本宗家を継ぐ事ができた。この間に庄氏本家が帰って来ていたのなら、時家が児玉党の本宗家を継ぐ事はなかったものと考えられる。

## 参考資料
- 『大久保山Ⅱ 早稲田大学本庄校地文化財調査室編』
- 『児玉記考』
- 『本庄人物事典』
- 『本庄歴史缶』